# Edinho (football, 1970)
Pour les articles homonymes, voir Edinho, Cholbi et Nascimento.
Edson Cholbi Nascimento, plus connu sous le nom d'Edinho (né le 27 août 1970 à Santos dans l'État de São Paulo) est un joueur de football brésilien, qui évoluait au poste de gardien de but.
Il est le fils de la légende du football brésilien Pelé (1940-2022).

## Biographie
Fils de Pelé et de sa première femme d'origine brésilo-argentine Rosemeri dos Reis Cholbi (qu'il avait épousée en 1966), Edinho est élevé par sa mère, et ne commence à avoir des rapports avec son père qu'à partir de 18 ans, une fois celui-ci rentré au Brésil des États-Unis. Lors d'une interview, il déclara d'ailleurs à ce sujet que Pelé était pour lui « plus un mythe qu'un père ».
En 1992, Edinho fut condamné à six ans de prison en raison de son implication à une course de rue à Santos qui se solda par un accident, provoquant la mort de Pedro Simoes Neto (sa condamnation fut ensuite annulée, et il fut totalement blanchi en juillet 2005).
Durant sa carrière, Edinho, surnommé « La Maravilla con Guantes » (la merveille avec des gants), a joué en tant que gardien de but pour les clubs de Santos, avec qui il fait ses débuts en 1990 (comme son père plus de 30 ans plus tôt), puis à la Portuguesa Santista, au São Caetano, et enfin au Ponte Preta, avec qui il met un terme à sa carrière en 1999 à l'âge de 29 ans.
Le 6 juin 2005, il est arrêté à São Paulo avec 50 autres personnes pour son implication dans un trafic de drogue de grande envergure, après 8 mois d'enquête de la police dans la ville de Santos. Cette nouvelle attrista profondément Pelé, qui milita personnellement lors de plusieurs campagnes contre la drogue dans le pays. Edinho, qui plaida l'innocence, bien que déclaré dépendant au cannabis, est finalement relâché à la fin 2006.
Il tente ensuite de revenir dans le monde du football en devenant entraîneur. En 2007, il revient au club de ses débuts et club de sa ville natale, le Santos FC, pour être brièvement entraîneur des gardiens, avant de devenir ensuite entraîneur adjoint du club et ce jusqu'en 2010.
Fin mai 2014, il est à nouveau condamné par un tribunal de première instance brésilien, cette fois à 33 ans de prison, pour blanchiment d'argent du narcotrafic,. La cour réduit sa peine à 12 ans et 10 mois.
En 2017, Edinho commence à exécuter sa peine. L'année suivante, sa peine passe en semi-régime.

## Palmarès
Santos
- Championnat du Brésil :
  - Vice-champion : 1995.